# Kraft von Buchheim genannt von Bieberehren
Kraft von Buchheim genannt von Bieberehren († 26. April im 15. Jahrhundert) war von 1377 bis 1409 Abt des Benediktinerklosters in Münsterschwarzach. Aufgrund des verwirrenden Namens des Abtes etablierten die Klosterchronisten in ihren Werken zwei Äbte, die sie Kraft I. von Buchheim oder Buchenau und Kraft II. von Biberern nannten. Erst Heinrich Wagner begründet, dass es sich lediglich um einen Abt gehandelt haben muss.
Ferner geht Wagner von einer versuchten Absetzung des Abtes im Jahr 1401 aus, bei dem die Mönche Hildebrand Zollner zum Gegenabt aufbauten. Der Fürsprache des Würzburger Bischofs ist die Durchsetzung Abt Krafts zu verdanken, die erst mit dem zweiten Versuch, ihn aus dem Amt zu entfernen, im Jahr 1409 gelang. 

## Münsterschwarzach vor Kraft
Das 14. Jahrhundert war in Münsterschwarzach von einigen Umbrüchen geprägt. Im Jahr 1317 spaltete sich der Konvent erstmals in zwei Lager: Grund hierfür war die Auseinandersetzung zweier gleichnamiger Männer, die beide das Abtsamt erhalten wollten. Konrad I. Zobel wurde gewählt, konnte dann jedoch von seinem Kaplan, Konrad II., zur Resignation zu seinen Gunsten verleitet werden. Letztendlich setzte sich Zobel jedoch durch.
Während des Jahrhunderts erholte sich die Abtei von dieser Spaltung, sie wurde zu einem der finanzkräftigsten Kloster des Würzburger Bistums. Dann, im Jahr 1374, folgte die nächste Zerreißprobe. Eine schismatische Wahl hatte zwei Sieger, Konrad IV. von Maienfels und Albert Truchseß, hervorgebracht, die beide Anspruch auf die Abtei erhoben. Erst die Schlichtung durch den Prager Erzbischof konnte die Mönche beruhigen.

## Leben
Die Herkunft des Abtes ist, auch wegen der Vielfalt der Namen, die kursieren, unsicher. Die Bezeichnung als „de Krautheim“ lässt auf das Dorf Krautheim schließen, das heute ein Ortsteil von Volkach ist. Wagner geht jedoch davon aus, dass sich Kraft von Buchheim nach einem gleichnamigen Dorf benannte, das heute zu Burgbernheim in Mittelfranken gehört. Erstmals in den Quellen tauchte Kraft zur Zeit des Abtes Walther III. auf. Er wurde als Kustos der Klosterpfarrei Münsterschwarzach investiert.
Kraft von Buchheim wurde wohl im Jahr 1377 Abt, als sein Vorgänger Konrad IV. gestorben war. Erstmals als Klostervorsteher ist er am 7. September 1379 urkundlich belegt. Im Jahr 1380 ließ er den Chor der Klosterkirche erneuern und mit einer Inschrift versehen. Im Jahr 1401 wurde Abt Kraft durch das Betreiben des Konvents für abgesetzt erklärt und durch Hildebrand Zollner ersetzt. Als Begründung an den Würzburger Bischof Johann I. von Egloffstein nennen die Mönche die Unrechtmäßigkeit der Wahl des Kraft.
Der Würzburger Bischof entschied sich jedoch, nach längerer Überlegung, 1404 für Abt Kraft von Buchheim und fand den Konkurrenten mit der Propstei in Dimbach ab. Dem missliebigen Abt wurde jedoch in der Person Wilhelms von Thüngen ein Wirtschafter zur Seite gestellt. Erste Amtszeit nach dem Schisma war der Verkauf des Schlosses in Reupelsdorf an Michael von Seinsheim. Wegen der erduldeten Umstände erhielt Kraft den Beinamen „Leidenkummer“.
Erst im Jahr 1409, nachdem wiederum Klagen über die Amtsführung von Kraft von Buchheim aufgekommen waren, wurde durch päpstliches Geheiß Kaspar von Schaumberg mit der Abtei belehnt. Der Abt des Schottenklosters in Würzburg wurde beauftragt Kraft abzusetzen. Danach verschwindet Kraft aus den Quellen. Die Chronisten waren nicht erfreut, dass ihr neuer Abt vom Papst eingesetzt wurde, berichteten allerdings nichts mehr über seinen Vorgänger. Abt Kraft starb wohl an einem 26. April eines unbekannten Jahres.

## Wappen
Da über die Wappen der Äbte von Münsterschwarzach nur ältere Literatur vorliegt, werden zwei Äbte mit Namen Kraft bezeichnet. Infolgedessen existieren auch zwei bzw. drei mögliche Wappen. Ein persönliches Wappen ist für Abt Kraft allerdings nicht belegt, sodass nur Familienwappen genannt werden. 
Für Abt Kraft von Buchenau: In Gold ein silberner Papagei, Siebmacher geht in seinem Wappenbuch von einem grünen Papagei mit roten Waffen aus. Für Abt Kraft von Biberern liegt auch wiederum ein Familienwappen vor. Beschreibung: In Silber ein schwarzer Eselskopf mit roten Ohren und roter Zunge.